# Bộ Hựu (又)
Bộ Hựu (又) cũng được gọi là bộ Hữu, nghĩa là "lại nữa, một lần nữa" hoặc cũng có thể chỉ "cái tay", là một trong 23 bộ thủ được cấu tạo từ 2 nét trong số 214 Bộ thủ Khang Hi. Trong Khang Hi tự điển, có 91 ký tự (trong tổng số 49.030) được tìm thấy dưới bộ thủ này.

## Chữ sử dụng bộ Hựu (又)

Giáp cốt văn
Kim văn
Đại triện
Tiểu triện

| Số nét | Chữ            |
| ------ | -------------- |
| 2 nét  | 又             |
| 3 nét  | 叉             |
| 4 nét  | 及 友 双 反 収 |
| 5 nét  | 叏 叐          |
| 6 nét  | 发 叒          |
| 7 nét  | 叓             |
| 8 nét  | 叔 叕 取 受 变 |
| 9 nét  | 叙 叚 叛 叜 叝 |
| 10 nét | 叞 叟          |
| 13 nét | 叠             |
| 15 nét | 叡             |
| 17 nét | 叢             |